# Стопроцентный американец для всех
Стопроцентный американец для всех (англ. Everybody's All-American) — кинодрама режиссёра Тэйлора Хэкфорда по одноимённому роману Фрэнка Дэфорда.

## Сюжет
1956 год, в своё время бросивший колледж ради спортивной карьеры «звезда» американского футбола Гэйвин Грэй (Деннис Куэйд) по прозвищу «Великий дух» приводит свою команду «Луизианские тигры» к большим победам. Но не менее значительным успехом стало для него завоевание руки и сердца неотразимой Бэбс (39-летняя «оскарная» лауреатка Д.Лэнг, «Голубое небо»), которая, в свою очередь, ради светлого семейного счастья пожертвовала титулом королевы красоты. Впрочем, проходит время, и «100%-ный американец» Гейвин начинает сдавать, и, казалось бы, навек преданная ему публика увлекается новыми «звездами». Да и брак с Бэбс все больше представляется «морально изношенным». Его буквально разъедают накопившиеся недосказанности и попросту скрываемые проблемы… Заметную роль в происходящей истории играет племянник Гейвина — ученый Донни (Тимоти Хаттон), которому очень близки оба главных героя. Теплая, светлая, грустная ностальгическая драма с качественными актерскими работами. Киновед Ю.Герман считает, что авторы ленты «слишком увлеклись, превращая погруженность персонажей в себя почти в религию».
Альтернативные названия: «Все — американцы на 100 %», «Стопроцентный американец», «Американец для всех», «Лучший из лучших» (ОРТ)

## В ролях
| Актёр              | Роль              |
| ------------------ | ----------------- |
| Деннис Куэйд       | Гэйвин Грэй       |
| Джессика Лэнг      | Бэбс Роджерс Грэй |
| Тимоти Хаттон      | Донни «Кейк»      |
| Джон Гудмен        | Лоуренс           |
| Карл Ламбли        | Нарвел Блу        |
| Рэй Бэйкер         | Боллинг Киели     |
| Саванна Смит Бучер | Дарлин Киели      |
| Патриша Кларксон   | Лесли Стоун       |